# Bijela Stijena
Bijela Stijena falu Horvátországban, Bród-Szávamente megyében. Közigazgatásilag Okucsányhoz tartozik.

## Fekvése
Bródtól légvonalban 67, közúton 85 km-re északnyugatra, Pozsegától légvonalban 37, közúton 56 km-re nyugatra, községközpontjától 10 km-re északra, az Okucsányból Lipikre vezető főút mentén, a Psunj-hegység lejtőin fekszik.

## Története
A falu története a középkorban összefonódott a felette épült vár történetével, melynek szolgálófaluja volt. A várat 1231-ben „Feyerkw” alakban említik először. A kora középkorban a lesnicai birtok feküdt az akkor Lesnicának, ma Sloboštinának nevezett patak mentén. A Szávától a Lesnica keleti partján a Psunj-hegységig terjedő birtok neve „Leznikmelléke” volt. Ezt a birtokot 1210-ben II. András a templomos lovagrendnek adományozta. Lehetséges, hogy a templomosok építették fel ezt a várat, melynek közelében apátság is lehetett, mivel az egyházi iratokban máig is használatos Bela Stena-i Szűz Mária apátság elnevezés. 
A vár 1369-ben a Szvetácsi nemzetség birtoka volt, majd egy időre a Kastellánovich családé lett, akik emiatt perben is álltak a Szvetácsiakkal. 1453-ban Fejérkő várát Hunyadi János kapta meg. Mátyás király a cseh és a német királyok elleni harcokban szerzett érdemeiért Brankovics Vuk szerb despotának adományozta. Az ő halála után özvegyének Frangepán Borbálának kezével annak második férje Beriszló Ferenc szerezte meg. Ezután Beriszló Péter, majd a Keglevichek és a Bánffyak voltak a birtokosai. Murát bég és Ulama pasa serege 1543-ban, szinte ellenállás nélkül foglalta el Fejérkőt és jelentős, mintegy 170 fős török őrséget hagyott benne. A török defterekből kiderül, hogy ebben az időben több környékbeli falu is muzulmán lakossággal bírt. 1600-ban egy rövid időre, Lapszanovics Imre és Máté szlavón serege visszafoglalta. 1685-ben került végleg horvát kézre, amikor a hagyomány szerint egy hős horvát harcos Franjo Ilinić a várba belopózva levágta a török bég fejét és kitűzte a vár fokára. Erre a török őrség még a közeli ostrom előtt Boszniába szökött. A vár sorsát 1688-ban Caprara császári tábornagy döntése pecsételte meg, mely csekély védhetőségére hivatkozva lerombolását rendelte el. Az 1700-as kamarai összeírásban már romként említik.
A török uralom idején a falunak muzulmán lakossága volt, akik a közeli török erősség őrségéből kerültek ki. A török kiűzése során a muzulmán lakosság Boszniába menekült. Helyükre Boszniából érkezett katolikus horvátok és pravoszláv vlachok települtek be. 1698-ban „Bellasztena” néven 18 portával szerepel a török uralom alól felszabadult szlavóniai települések összeírásában. 
Az első katonai felmérés térképén „Dorf Bella Stena” néven található. Lipszky János 1808-ban Budán kiadott repertóriumában „Bielasztiena” néven szerepel.  
Nagy Lajos 1829-ben kiadott művében „Bielasztena” néven 37 házzal, 176 katolikus és 49 ortodox vallású lakossal találjuk.  A gradiskai határőrezredhez tartozott, majd a katonai közigazgatás megszüntetése után Pozsega vármegyéhez csatolták. 
1857-ben 186, 1910-ben 235 lakosa volt. Az 1910-es népszámlálás szerint lakosságának 77%-a horvát, 23%-a szerb anyanyelvű volt. Pozsega vármegye Pakráci járásának része volt. Az első világháború után 1918-ban az új szerb-horvát-szlovén állam, majd később (1929-ben) Jugoszlávia része lett. 
1991-től a független Horvátországhoz tartozik. 1991-ben lakosságának 58%-a horvát, 22%-a szerb, 18%-a jugoszláv nemzetiségű volt. A délszláv háború során a település már a háború elején 1991 tavaszán szerb ellenőrzés alá került. 1995. május 1-jén a „Bljesak-95” hadművelet első napján foglalta vissza a horvát hadsereg. A szerb lakosság legnagyobb része elmenekült. 2011-ben a településnek 30 lakosa volt. 

## Lakossága
| Lakosság változása | Lakosság változása | Lakosság változása | Lakosság változása | Lakosság változása | Lakosság változása | Lakosság változása | Lakosság változása | Lakosság változása | Lakosság változása | Lakosság változása | Lakosság változása | Lakosság változása | Lakosság változása | Lakosság változása | Lakosság változása |
| ------------------ | ------------------ | ------------------ | ------------------ | ------------------ | ------------------ | ------------------ | ------------------ | ------------------ | ------------------ | ------------------ | ------------------ | ------------------ | ------------------ | ------------------ | ------------------ |
| 1857               | 1869               | 1880               | 1890               | 1900               | 1910               | 1921               | 1931               | 1948               | 1953               | 1961               | 1971               | 1981               | 1991               | 2001               | 2011               |
| 186                | 159                | 151                | 198                | 244                | 235                | 201                | 237                | 194                | 192                | 172                | 147                | 75                 | 50                 | 53                 | 30                 |

## Nevezetességei
Fejérkő várának romjai a falutól északkeletre fekvő horvát temető feletti kúp alakú hegyen találhatók. A hegy tetején egy 45 méter hosszú és 25 méter széles téglalap alakú platón találhatók a falmaradványok, melyek helyenként embermagasságban, de többnyire csak fél méteres magasságban állnak. A várba a déli oldalon álló öregtornyon és az előtte lévő felvonóhídon keresztül lehetett bemenni. Az öregtoronnyal szembeni oldalon még két félhengeres torony csatlakozott a védőfalakhoz. A védőfalakon belül mindenhol süppedések és kitüremkedések láthatók, melyek feltehetően a belső épületek alapfalait jelzik. 
A falu felett álló, Szűz Mária neve tiszteletére szentelt római katolikus kápolnája a čaglići plébánia filiája. A délszláv háború idején 1991 végén a JNA erői és a szerb szabadcsapatok súlyosan megrongálták. A háború után helyreállították.